# Эльб, Елена
Еле́на Миролюбова (17 декабря 1980) — французский фотохудожник русского происхождения.

## Биография
Елена Миролюбова — французский фотохудожник русского происхождения. Родилась в Санкт-Петербурге (Россия) 17-го декабря 1980.
В 1998 приезжает во Францию и начинает учёбу на факультете Международных отношений и Политической науки, параллельно берёт частные уроки живописи и фотографии.
В 2004 принимает решение сфокусировать своё внимание исключительно на творчестве после своей первой выставки в Москве. Свою творческую деятельность она начинает под именем Эльб, которое в 2014 году меняет на свою настоящую фамилию - Миролюбова. Музей Сновидений Фрейда и музей Владимира Набокова в Санкт-Петербурге неоднократно принимают её выставки в своих стенах. Инсталляции, фотографии и картины Елены Эльб выставляются в России, Европе и США.
В 2007 году принята в Союз Художников Франции.
В 2007, после встречи с Морисом Лёмэтром, Елена Эльб также занимается проектом «Возрождения театра русских футуристов в Париже».

## Представлена
- Галерея Флоран Мобер, Париж, Франция
- Галеря Марины Гисич, Санкт-Петербург, Россия
- Галерея ФотоЛофт, Арт-Центр Винзавод, Москва, Россия

## Ярмарки
- 2012 NY ART FAIR
- 2010 SLICK, Музей Современного искусства города Парижа,  Париж, Франция
- 2009-2010 Foire Saint Germain, Nuit de la Photographie Contemporaine

## Персональные выставки
- 2012 "Exogenesis",  Париж, Франция
- 2012 - "Призраки", Музей сновидений Зигмунда Фрейда, Санкт-Петербург, Россия
- 2010 - "Me, Myself and I" Fouquet's, Париж, Франция
- 2010 - "Расс-троенные фотографии". Музей сновидений Зигмунда Фрейда, Санкт-Петербург, Россия
- 2010 - "Network Failure, Галерея ФотоЛофт, Арт-Центр Винзавод, Москва, Россия
- 2010 - "Me, Myself and I" LAGALERIE, Париж, Франция
- 2009 - "Повторение" Галерея Le Simoun, Париж, Франция
- 2008 — «Woman II», Галерея Le Simoun, Париж, Франция
- 2008 — «Woman», Галерея Le Simoun, Париж, Франция[1]
- 2007 — «Источник», Галерея Кристьян Сирэ, Париж, Франция
- 2007 — « Lettres de Sirine II», Галерея Vendôme Rive Gauche, Париж, Франция
- 2006 — " Lettres de Sirine ", Музей Владимира Набокова, Санкт-Петербург, Россия[2][3][4][5][6]
- 2005 — «TripTic», Галерея ФотоImage, Культурный Центр «Пушкинская 10», Санкт-Петербург, Россия[7]
- 2005 — «Папина дочка II», Музей сновидений Зигмунда Фрейда, Санкт-Петербург, Россия[8]
- 2004 — «Визуальные письма II», Галерея Black&White, Санкт-Петербург, Россия
- 2004 — «Папина дочка I», Музей сновидений Зигмунда Фрейда, Санкт-Петербург, Россия[9]
- 2004 — «Визуальные письма I», Галерея Black&White, Санкт-Петербург, Россия[10]

## Избранные групповые выставки
- 2013 «Nouvelle Lune» Галерея Флорана Мобера, Париж, Франция
- 2011 «Me, Myself and I».Arc Gallery, Чикаго, США
- 2011 «Зеркало». Галерея Флорана Мобера, Париж, Франция
- 2011 «Одиссея». Галерея Флорана Мобера, Париж, Франция
- 2007 — «Письма», Галерея Studio 207, Чикаго, США[11]
- 2004 — «Письма», Галерея «Улица Оги», Россия[12]
- 2004 — «Москва. Париж. Задворки», Галерея ДОМ, Москва, Россия